# Molí de la Campaneta
El Molí de la Campaneta és una obra de Sant Feliu de Pallerols (Garrotxa) inclosa a l'Inventari del Patrimoni Arquitectònic de Catalunya.

## Descripció
Edifici civil de petites dimensions amb teulada a dues vessants i orientat a migdia. El material emprat en la seva construcció és molt pobre. Sota la casa hi ha dos canals d'aigua que donen a la riera que hi passa per davant.
A la planta baixa s'hi troba el molí hidràulic, que conserva gairebé totes les peces. La part superior és destinada a habitatge. En una finestra hi ha la data de 1800. Escassegen els materials treballats, si bé al davant hi ha dues grans pedres de molí.

## Història
Com dos altres molins molt a prop, pertany a la propietat de La Fàbrega, citada ja des de l'any 1134.
La construcció d'aquest molí és d'època moderna.